# Колесников Андрій Іванович
Андрі́й Іва́нович Коле́сников (нар. 8 серпня 1966, Семибратово, Ярославська область) — російський журналист, редактор, публіцист.
Спеціальний кореспондент ВД «Комерсант» з 1996 року та заступник генерального директора ВАТ «Комерсант» з 2018 року, головний редактор журналу «Російський піонер» з 2008 року. Входить до «кремлівського пулу» журналістів.

## Біографія
Народився 8 серпня 1966 року в селищі Семибратове (Ярославська область).
Закінчив факультет журналістики МДУ ім. М. В. Ломоносова в 1988, працював в газеті «Московська правда», рік пропрацював у багатотиражній газеті «Прискорювач» Інституту фізики високих енергій, потім в газеті « Московські новини».
У 1996 році перейшов до газети «Комерсант» спеціальним кореспондентом. У відділі спецкорів із ним працювали Наталія Геворкян, Олександр Кабаков, Ігор Свинаренко, Гліб П'яних, Валерій Панюшкін. Для керівництва підрозділом було запрошено Валерія Дранникова, який перервав кар'єру журналіста за 19 років до цього. Після економічної кризи 1998 ця команда розпалася. Андрій Колесніков залишився єдиним спецкором газети; пізніше, 2009 року, Дранников високо цінував якість його роботи.
Разом з Наталією Геворкян та Наталією Тімаковою у 2000 році підготував книгу-інтерв'ю з Володимиром Путіним «Від першої особи». Автор численних статей про Путіна.
У 2008 році став головним редактором журналу «Російський піонер».
У 2012 році призначений виконавчим директором «Комерсант-Холдингу», потім став заступником генерального директора ВАТ «Комерсант».
У липні 2020 року одружився з PR-директором журналу «Російський піонер» Дар'єю Донськовою.

## Нагороди і премії
- Лауреат премії «Золоте перо Росії» за 2003[6] та 2007 роки[7]
- Лауреат премії ТЕФІ в номінації «Документальний проєкт»: «Наїна Єльцина. Історія в коханні» (2017)[8]
- Лауреат премії «Медіа-Менеджер Росії» (2019)[9]

## Санкції
3 лютого 2023 року, на тлі вторгнення Росії в Україну, внесений до санкційного списку Канади, як причетний до поширення російської дезінформації та пропаганди.

## Фільмографія

### Документальні фільми
- 2015 — «Президент» — російський повнометражний документальний фільм Володимира Соловйова.
- 2017 — «Людина Путіна [Архівовано 13 березня 2022 у Wayback Machine.]» — двосерійна програма телеканалу НТВ «Нові російські сенсації»[12].
- 2017 — «Людина Путіна. [Архівовано 13 березня 2022 у Wayback Machine.] Продовження [Архівовано 13 березня 2022 у Wayback Machine.]» — двосерійна програма телеканалу НТВ «Нові російські сенсації»[13]